# Daniel Bennett (football)
Pour les articles homonymes, voir Daniel Bennett et Bennett.
Daniel Mark Bennett, né le 7 janvier 1978 à Great Yarmouth en Angleterre, est un footballeur anglo-singapourien. Il évolue au poste de défenseur et joue actuellement à Tanjong Pagar United en Singapore Premier League.
Il est le joueur singapourien le plus sélectionné en équipe nationale avec 146 sélections.

## Biographie

### Carrière en club
Né dans la ville anglaise de Great Yarmouth, Daniel Bennett partit avec sa famille à Singapour, lorsqu'il a deux ans. Il y fait ses études là-bas et commença le football en tant que défenseur, en 1995, il signa son premier contrat pro avec Tiong Bahru à l'âge de 17 ans. De 1995 à 1999, il partit étudier à l'Université de Loughborough, puis revient à Singapour pour se consacrer au football. Il joua deux saisons avec Balestier Central, sans rien remporter.
Il joua ensuite au Tanjong Pagar United FC, et fut élu « meilleur joueur singapourien de l'année » 2001. Il fit ensuite escale au Pays de Galles, à Wrexham AFC, pendant deux saisons, coupé d'un intermède au pays (à Singapour Armed Forces FC). Il y remporta la FAW Premier Cup en 2003. Avec l'intermède en 2002, il remporta son premier championnat singapourien, ce qui lui permit d'être sélectionné en équipe de Singapour de football, le 11 décembre 2002, contre les Philippines. Après 2003, il joua dans deux clubs singapouriens (Woodlands Wellington FC et Singapour Armed Forces FC), remportant trois autres championnats et deux coupes. De 2007 à 2015, il retourna au Singapour Armed Forces FC rebaptisé Warriors FC. Son contrat fut fini et fut sans club pendant un moment. Pour la saison 2017, le club des Tampines Rovers se cherchant un capitaine, il se proposa donc et signa un contrat d'1 an avec la franchise. Il est aujourd'hui considéré comme le meilleur joueur de l'histoire de la S-League. En janvier 2022, Bennett est retourné à Tanjong Pagar United pour la troisième fois, plus de 20 ans après son précédent passage. Il jouera pour les Jaguars pour la saison 2022.

### Carrière en équipe nationale
Daniel Bennett joue son premier match en équipe nationale le 11 décembre 2002 lors d'un match amical contre les Philippines (victoire 2-0). Le 4 août 2003, il marque son premier but en sélection lors d'un match amical contre Hong Kong (victoire 4-1).
Le 7 juin 2011, il honore sa 100e sélection lors d'un match amical face aux Maldives (victoire 4-0). Il reçoit sa dernière sélection, le 6 février 2013 lors d'un match contre la Jordanie (défaite 4-0). 
Au total, il compte 146 sélections officielles et 7 buts en équipe de Singapour entre 2002 et 2017. En équipe nationale, il remporta deux fois le Championnat d'Asie du Sud-Est de football en 2004 et en 2007.

## Palmarès
- Championnat de l'ASEAN
  - Vainqueur en 2004, en 2007 et en 2012
- Championnat de Singapour de football
  - Champion en 2002, en 2007, en 2008 et en 2009
- Coupe de Singapour de football
  - Vainqueur en 2007 et en 2008
  - Finaliste en 2005
- Coupe de la Ligue de Singapour de football 
  - Finaliste en 2009
- FAW Premier Cup
  - Vainqueur en 2003